# Finca Güell

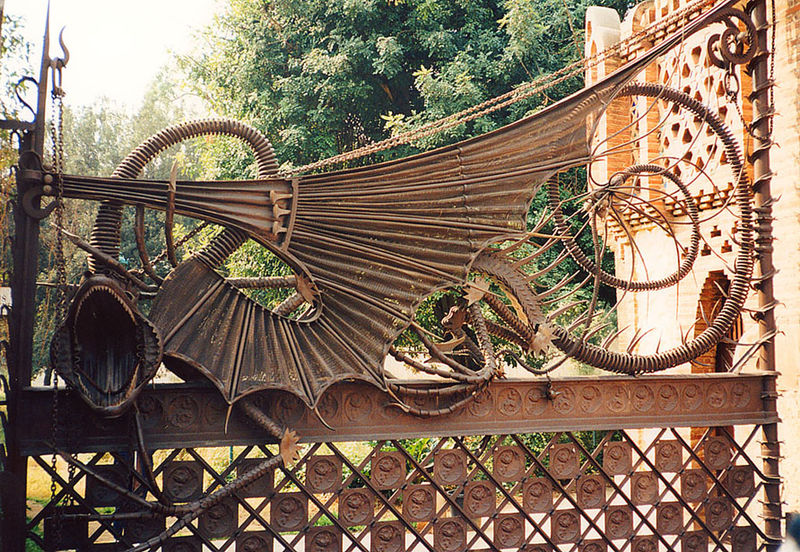
Het drakenhek van Finca Guell

Finca Güell is een landgoed van Gaudí's mecenas Eusebi Güell. Bij de bouw in 1883 lag dit landgoed buiten Barcelona, inmiddels is het landgoed opgeslokt door de stad. Achter de toegangspoort ligt nu niet meer dan een kleine tuin.
Het bouwwerk bestaat uit twee gebouwen (een stallencomplex en een portiershuis), die in een lichte hoek tegenover elkaar liggen, slechts verbonden door een groot smeedijzeren hek. Het bouwwerk is opgetrokken in de mudéjar-stijl, de moorse stijl waardoor Gaudí zich vaker heeft laten inspireren. De toegangspoort ademt ontoegankelijkheid uit: aan de straatzijde bevatten de beide gebouwen amper raampartijen en het smeedijzeren hek is vormgegeven als een vliegende draak.
Het complex is tegenwoordig (augustus 2022) te bezoeken voor een toegangsprijs van 6 euro. De tuin wordt nog wel onderhouden maar het geheel verkeert helaas in erbarmelijke staat.